# Бели нощи (Достоевски)
„Бели нощи“ (на руски: Белые ночи) е кратка повест на руския писател Фьодор Достоевски.
Писана е през септември-ноември 1848 г. и е публикувана за пръв път в сп. „Отечествени записки“ същата година. Носи подзаглавие „Сантиментален роман. Из спомените на един мечтател“.
Повестта разказва за срещата между млад човек, романтичен и идеалист, и младо момиче, които по странен начин се запознават и сприятеляват в продължение на 4 поредни бели нощи.